# Nederlandsche Anthropologische Vereeniging
De Nederlandsche Anthropologische Vereeniging (1898 -1949) was de eerste beroepsvereniging voor antropologen in Nederland.
De vereniging werd in 1898 opgericht in Amsterdam op initiatief van de arts-antropoloog Johan Sasse, secretaris van de Commissie voor Ethnologie die een onderdeel was van de Koninklijke Nederlandsche Maatschappij tot bevordering der Geneeskunst.  Doel van de nieuwe vereniging was de beoefening en bevordering van de antropologie in de breedste zin van het woord, wat in die tijd betekende de alomvattende wetenschap van de mens die zijn fysieke constitutie, taal, zeden en gewoonten, verspreiding over de aardbol en voorgeschiedenis bestudeerde. Het bestuur werd voorgezeten door de neuroloog Cornelis Winkler; Eugène Dubois, de ontdekker van de Javamens werd vicevoorzitter en Sasse secretaris. 
De vereniging begon met 36 leden en een bibliotheek met "230 werken, alle schenkingen". Uit de verslagen van de bijeenkomsten van de eerste jaren blijkt dat vooral de fysische antropologie in het middelpunt van de belangstelling stond. Er werden onder meer lezingen gehouden over de 'pathologie der menschenrassen', schedels van neanderthalers, en de vergelijkende meting van de kwantitatieve ontwikkeling der hersenen. Ook archeologische onderwerpen kwamen in de lezingen aan bod, zoals de opgravingen te Argos en de ruïnestad Mitla. Ondanks de regelmatige bijeenkomsten kwam er geen bruisend verenigingsleven tot stand. Pas in 1904 verschenen de Handelingen van de Nederlandsche Anthropologische Vereeniging, vier afleveringen in totaal, en daarna niet meer. In 1913 werd het tijdschrift opgevolgd door het Bijblad der Nederlandsche Anthropologische Vereeniging. Behalve lezingen schijnt de vereniging in deze jaren geen andere activiteiten te hebben ontplooid. Vanaf 1912 ziet men een opleving van de activiteiten, waarschijnlijk onder invloed van een nieuw bestuur.  Naast de jaarlijkse bijeenkomsten met lezingen over diverse onderwerpen werden nu ook bijeenkomsten georganiseerd over gespecialiseerder wetenschappelijke thema's. Ook een jaarlijkse excursie, bijvoorbeeld naar een archeologische opgraving in Nederland, behoorde nu tot de nieuwe activiteiten. Een ledenwerfactie had succes en resulteerde in bijna 100 leden in 1913, en tussen de 120 en 130 in de periode 1914-1918, waarvan 23 hoogleraren en 37 doctoren. Bekende (bestuurs)leden uit deze periode waren onder anderen de antropoloog/socioloog S.R. Steinmetz, de anatomen L.Bolk en A.J.P. van den Broek, de psycholoog G. Heymans, de archeologen A.E. van Giffen  en J.W.Holwerda, en de taalwetenschapper C.C. Uhlenbeck. Opmerkelijk was het vicevoorzitterschap  van 1912 tot 1937 van Hugo Visscher, hoogleraar in de godsdienstwetenschap te Utrecht en in de jaren twintig Tweede Kamerlid voor de Anti-Revolutionaire Partij. Hij stond bekend als een behoudend lid van de Hervormde Kerk met een grote sympathie voor de gereformeerde afscheiding van Abraham Kuyper. Later zou Visscher zich aansluiten bij de NSB en lid zijn van de Nederlandsche Kultuurraad.
De vereniging beschikte ook over gelden om archeologische opgravingen in Nederland te kunnen meefinancieren. Met dit zogenaamde "opgravingsfonds", dat ook profiteerde van particuliere giften, kon onderzoek worden gedaan in de buurt van Emmen, Maurik en Ubbergen.
In 1949 fuseerde de vereniging, die zich dan nog vrijwel uitsluitend bezighield met oudheidkundig onderzoek in Nederland, met het reeds in 1922 opgerichte en veel ambitieuzere Nederlandsch Nationaal Bureau voor Anthropologie. De nieuwe naam van de gefuseerde verenigingen werd Nederlands Genootschap voor Anthropologie. De beroepsvereniging bestaat nog steeds en draagt nu de naam Vereniging voor Culturele Antropologie en Sociologie van de Niet-Westerse samenlevingen. In 1998 vierde zij haar honderdjarige jubileum met de gelegenheidstentoonstelling 'Antropologica' in het Tropenmuseum in Amsterdam.